# Si demain... (Turn Around)
«Si demain ... (Turn Around)» es una canción bilingüe de 2003 grabada por la cantante galesa Bonnie Tyler y por la cantante francesa Kareen Antonn, compuesta por Jim Steinman y reescrita en francés por Emmanuel Prints. Como el primer sencillo del álbum de Tyler Simply Believe, la canción se convirtió en un gran éxito en Francia, donde encabezó la lista durante tres meses, y en otra francófona países europeos. También ayudó a lanzar la carrera de la cantante francesa Kareen Antonn.
La canción fue bien recibida por los críticos de música, que consideraban el éxito del sencillo como el regreso de Bonnie Tyler. «Si demain ... (Turn Around)» fue certificado Platino en Francia y Bélgica en 2004.

## Antecedentes y escritura
Bonnie Tyler tuvo un gran éxito con «Total Eclipse of the Heart» en 1984. En 2003, Kareen Antonn escribió a Tyler preguntando si ella estaría dispuesta a grabar una versión a dúo francés-inglés de la canción que fue re-organizada por el amigo de Antonn, Emmanuel Pribys. La reacción inicial de Tyler fue declinar la solicitud porque Antonn era un artista desconocida, «pero no se rindió», continuó Tyler, «me enviaron un CD de su voz cantando la canción en francés. Siempre escucho cosas porque nunca se sabe» Tyler quedó impresionada por la grabación de demostración, y pidió que cantara la canción en vivo con ella para asegurarse de que su voz era lo suficientemente fuerte y no dependiesen de un estudio de edición.
Tyler voló a París y grabó la canción con Antonn en sólo un par de horas. Su grabación demo fue enviada a varias emisoras de radio francesas. Ella le explicó a la BBC que el sencillo fue lanzado tres semanas antes de lo previsto, «después la gente lo escuchó en la radio y se fueron a las tiendas a tratar de comprarlo». «Si demain ... (Turn Around)» fue lanzado en Francia el 19 de diciembre de 2003, y unas semanas más tarde en Bélgica y Suiza, y posteriormente incluido en su álbum del año 2004 Simply Believe y el álbum homónimo en solitario de Antonn, así como varios álbumes recopilatorios como Le Meilleur des Voix, NRJ Hit Music Only, Fan 2, Girls 2004, y Duets.
Tras el inesperado éxito del sencillo, Tyler y Antonn decidieron lanzar otro dueto que grabaron; «Si tout s'arrête (It's a Heartache)» y fue lanzado el 7 de junio de 2004, pero no tuvo el mismo éxito y alcanzó el puesto número 12 en la semana de su debut en la lista de sencillos franceses. La canción alcanzó el número 25 en Suiza, el 27 de junio de 2004 y el número 7 en Bélgica, el 3 de julio de 2004.

## Vídeo musical y letra de la canción
El vídeo fue filmado en la nevada Quebec y representa Tyler recibiendo a Antonn en después de una ruptura amorosa. 
Anton y Tyler cantan mientras están sentadas delante de un chalet nevado. Anton tiene un cachorro en sus brazos, mientras que Tyler bebe una taza de café. Aprendemos durante el vídeo que Antonn dejó a su novio y escribió una carta dividida ante él mientras dormía. Ella fue recogida por Tyler. Al final del vídeo, las dos cantantes juegan con perros en nieve.

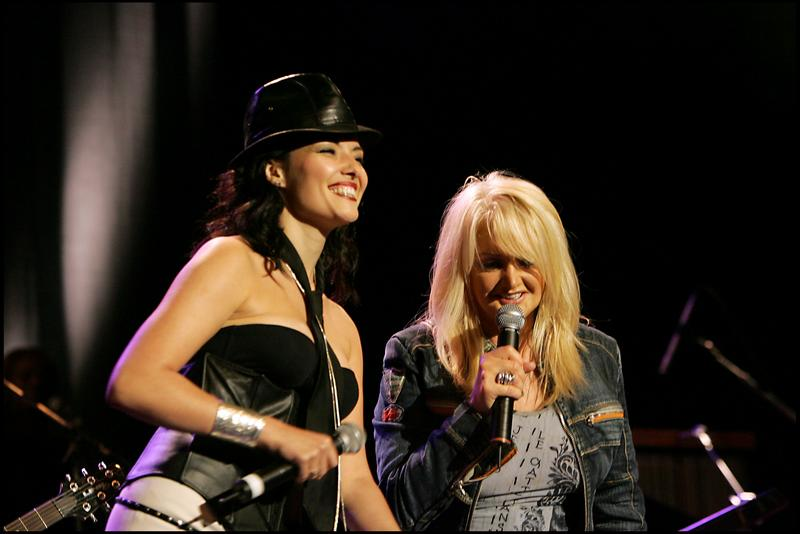
Bonnie Tyler y Kareen Antonn en La Cigale, París el 8 de junio de 2005.

«Si demain ... (Turn Around)» es una canción pop rock bilingüe, grabada en inglés y francés. Antonn canta todos los versos franceses, mientras que Tyler canta todos los versos en inglés. Cuando una de ellas canta los versos, la otra repite «Je tourne en rond» (Tyler) / «Turn around» (Antonn) al final de cada uno de estos versículos. En el coro, mientras que el primero es totalmente en francés, el segundo se canta, respectivamente, en inglés por Tyler y en francés por Antonn.

## Promoción
A principios de enero de 2004, Tyler pasó 12 días en Francia con el fin de promocionar la canción. Ella también fue a Mauricio.
Bonnie Tyler y Kareen Antonn interpretaron la canción en varias emisiones de variedades de televisión franceses, por ejemplo, en Les 101 sosies de stars, en TF1, el 3 de abril de 2004 (en esa ocasión que recibieron un Disco de Platino); en La Chanson de l'année en TF1, el 1 de junio de 2004; en Hit Machine, en M6. Realizaron «Si demain ... (Turn Around)» en vivo con una orquesta filarmónica en el programa sinfónico en France 3. También cantan la canción en el NRJ Music Tour organizado por multimedia francesa NRJ, en un concierto en Burdeos en el estadio Chaban-Delmas el 29 de mayo de 2004 (transmitido por el canal musical M6 Music el 6 y 9 de junio, y en M6 el 13 de junio), y en La Cigale, una sala de espectáculos de París, el 8 de junio de 2004.

## Respuesta de la crítica

### Comentarios
La canción fue en general bien recibida por los críticos musicales. Platine, una revista francesa, afirmó que con este dueto, «Bonnie Tyler regresó al primer plano», y dijo que la canción fue un éxito particular en Francia, porque en el año 2004 «de cierta manera para duetos transfronterizos». Según el experto en listas musicales, el francés Elia Habib, este éxito «consolida el regreso de duetos en el que la lengua de Molière y la de Shakespeare entremezclan con éxito. una canción Tal bilingüe no se había acercado a la cima de las listas desde diciembre de 1994, cuando el dúo «7 Seconds» por Youssou N'Dour y Neneh Cherry pasaron 16 semanas en la cima. En cuanto a Ultratop, declaró: «con Kareen Antonn, una nueva revelación, Bonnie Tyler podría experimentar un verdadero regreso. Han dorado algunos viejos éxitos de Bonnie, puso un toque de francés y bingo». Music Actu declaró que la canción fue «uno de los sencillos más populares de público francés» cuando fue lanzado y señaló sus buenos lugares en las listas.

### Posicionamiento en las listas y ventas
En la lista de sencillos franceses SNEP, el sencillo debutó en el número 25 el 21 de diciembre de 2003. Llegó al top 10 en las primeras semanas y después se convirtió en el número uno en su quinta semana. El sencillo recuperó el puesto número uno en tres ocasiones durante las diez semanas en el número uno. Permaneció en la tabla durante 25 semanas, alcanzó la categoría de Platino por más de 500 mil copias vendidas, y fue el cuarto sencillo más vendido de 2004 en Francia. «Si demain ... (Turn Around)» es el único sencillo a dúo femenino número uno desde la creación del Top 50 francés. También es el único que hizo la mayor caída desde el número uno, cayendo directamente al número diez. También dio a Bonnie Tyler de la constancia de la brecha de tiempo más largo entre los diez sencillos en Francia. Dieciocho años pasaron entre su éxito «If You Were a Woman (And I Was a Man)», que alcanzó el número seis en 1986 y «Si demain ... (Turn Around)», alcanzando el número uno. El récord anterior, de Marc Lavoine, tenía 17 años.
En Bélgica, la canción llegó al número uno dos semanas después de su debut en el número 21, y siguió siendo el número uno del 21 de febrero al 10 de abril de 2004, es decir, ocho semanas. Se quedó en el top 40 durante 24 semanas. Fue certificado platino después de once semanas en la lista. Fue el segundo sencillo más vendido de 2004 y totalizó 31 semanas en las listas. En Suiza, el sencillo alcanzó el puesto número siete por cuatro semanas y se mantuvo en la lista durante 34 semanas. «Si demain ... (Turn Around)» también fue transmitida por la radio en Rusia y Polonia, donde alcanzó el número uno en las radios locales, así como en las listas principales. La canción fue número seis en las listas internacionales de música del idioma francés, compilado en colaboración con 122 estaciones de radio en todo el mundo.
En agosto de 2014, la canción fue el 26 sencillo más vendido del siglo XXI en Francia, con 508.000 unidades vendidas. Sin embargo, cuando participó en la feria francesa La Méthode Cauet, Kareen Antonn afirmó que el sencillo, a continuación, siendo clasificado en la lista de sencillos franceses, había superado las 700.000 copias vendidas. A nivel mundial, la canción ha vendido más de 2 millones de copias (las ventas físicas y descargas digitales).

## Otras versiones y legado
En 2004, Lucie y Sandy, dos concursantes del programa de la televisión francesa show Star Academy 4, realizaron esta canción en uno de los programas semanales de los viernes.
El 30 de marzo de 2004, en el concurso the Worldbest competition que reúne a los ganadores de las diversas emisiones de Star Academy, los dos finalistas, Wilfred Le Bouthillier y Marie-Élaine Thibert, realizado «Si demain ... (Turn Around)». obteniendo el segundo lugar. En 2005, lanzaron el sencillo en Canadá bajo el título «Et si demain»; su versión es diferente de la original, porque un verso se borra y hay más estribillos cerca del final de la canción. También realizaron «Et si demain» el 18 de septiembre de 2004, en el espectáculo La Fureur en la SRC, y el 19 de abril de 2004 sobre TVA. Le Bouthillier y la versión de Thibert fue a su vez realizada por K4T y Luc St-Pierre en el programa de televisión canadiense Heure de Gloire.
En 2007, Isabelle Delobel y Olivier Schoenfelder, dos patinadores profesionales franceses, llevaron a cabo su actuación de «Si demain ... (Turn Around)», en Stars sur glace, en el Bercy Arena, transmitido por Paris Première. Esta canción apareció brevemente en la película de 2003 Old School. Fue cantada por el cantante, Dan Finnerty, en la recepción de la boda del personaje de Will Ferrell.

## Formatos y lista de canciones
- Descarga digital (desde 2005)

| N.º | Título                                             | Duración |  |
| 1.  | «Si demain... (Turn Around)» (versión de radio)    | 3:54     |  |
| 2.  | «Si demain... (Turn Around)» (versión del álbum)   | 4:10     |  |
| 3.  | «Si demain... (Turn Around)» (vídeo musical)       | 3:47     |  |
| 4.  | «Si demain... (Turn Around)» (versión karaoke)     | 3:54     |  |
| 5.  | «Si demain... (Turn Around)» (karaoke con canción) | 3:47     |  |

- Sencillo en CD (3 versiones)

| N.º | Título                                           | Duración |  |
| 1.  | «Si demain... (Turn Around)» (versión de radio)  | 3:54     |  |
| 2.  | «Si demain... (Turn Around)» (versión del álbum) | 4:10     |  |
| 3.  | «Si demain... (Turn Around)» (por Kareen Antonn) | 3:52     |  |

## Posicionamiento en las listas y certificaciones

### Mejor posición
| País (2004)                     | Mejor posición |
| ------------------------------- | -------------- |
| Bélgica Lista de sencillos      | 1              |
| Eurochart Hot 100               | 4              |
| Francia Listas Airplay          | 12             |
| Francia SNEP Lista de sencillos | 1              |
| Polonia Listas Airplay          | 1              |
| Suiza Top 100 sencillos Chart   | 7              |
| Chart (2012)                    | Mejor posición |
| Francia                         | 167            |

### Listas al final del año
| País (2004)                           | Posición |
| ------------------------------------- | -------- |
| Bélgica (Wallonia) lista de sencillos | 2        |
| Francia listas Airplay                | 67       |
| Francia SNEP lista de sencillos       | 4        |
| Francia TV listas Airplay             | 114      |
| Suiza Lista de sencillos              | 22       |

### Certificaciones
| País    | Proveedor | Certificación | Fecha               | Ventas certificadas |
| ------- | --------- | ------------- | ------------------- | ------------------- |
| Bélgica | IFPI      | platino       | 10 de abril de 2004 | 50,000              |
| Francia | SNEP      | platino       | 6 de mayo de 2004   | 500,000             |

## Versiones oficiales
| Versión                               | Duración | Álbum          | Notas |
| ------------------------------------- | -------- | -------------- | --- |
| Versión de radio                      | 3:54     | —              | |
| Versión del álbum                     | 4:10     | Simply Believe | Esta versión del álbum tiene un puente musical, con letras cantadas por Tyler, las mismas que en «Total Eclipse of the Heart». |
| Versión en solitario («Si demain...») | 3:54     | —              | Esta versión es en solitario totalmente cantada por Kareen Antonn en el idioma francés.                                        |
| Versión del álbum de Kareen Anton     | ?        | Kareen Antonn  | Esta versión en solitario totalmente cantada por Kareen Antonn mantiene las letras bilingües, pero la música es diferente.     |

## Créditos y personal
- Música / texto : Jim Steinman, Emmanuel Pribys
- Productor discográfico : Faouze, Krem, Wallid Barkati
- Productor ejecutivo : Lynda Ramdane
- Dirección artística : Yanis Records
- Adaptación al francés : Emmanuel Pribys
- Coros : F. Llado, J.-N. Sombrun, F. Godebout, D. Goury, M. Ducret, J. Stage, B. Bishop
- Guitarra : S. Heurtault, K. Rustam
- Bajo eléctrico : J. Stage